# Heinz Neumann (Heimatkundler)
Heinz Neumann (geboren 5. Januar 1926; gestorben 3. März 2020) war ein deutscher Verwaltungs-Direktor, Heimatkundler und Sachbuchautor zur Ortsgeschichte der Stadt Burgdorf in der Region Hannover. Er galt den Ortsansässigen „als Geschichtsbuch ihrer Stadt.“

## Leben
Heinz Neumann wirkte bis zu seinem Eintritt in den Ruhestand am 1. April 1988 als Verwaltungsdirektor bei der AOK Burgdorf.
Rund zwei Jahrzehnte zuvor trat Neumann 1968 dem Burgdorfer Verkehrs- und Verschönerungsverein (VVV) bei und entwickelte sich ab 1988 zu einem der aktivsten Mitglieder des Vereins. Seiner „Leidenschaft für die Erforschung der Lokalgeschichte“ folgend, erarbeitete er sich profunde Kenntnisse zur Ortsgeschichte und verfasste unter anderem in Zusammenarbeit Reinhard Scheelje eine Chronik der Burgdorfer Geschichte und ihrer Ortsteile von den Anfängen bis zum Beginn des 20. Jahrhunderts. Das Werk bildet eine von mehreren Publikationen Neumanns, die bis in die Gegenwart „für das Verständnis der Lokalhistorie [als] unentbehrlich“ gelten.
Neumann realisierte verschiedene Ausstellungen in Burgdorfer Stadtmuseum, darunter zu Themen wie beispielsweise
- Burgdorf im Nationalsozialismus 1933 bis 1945,
- Burgdorf in der Nachkriegszeit,
- Burgdorf im Wirtschaftswunder 1955 bis 1965 sowie
- Burgdorf zwischen Wirtschaftswunder und Gebietsreform – 1966 bis 1974.[2]

Zudem hielt Neumann zahlreiche, stets unterhaltsam aufgelockerte Vorträge zur Stadtgeschichte und leitete ungezählte Stadt- und Museumsführungen.
Für seine Verdienste um das Allgemeinwohl wurde Neumann 1997 mit der Verleihung des Verdienstordens der Bundesrepublik Deutschland ausgezeichnet.
2008 publizierte er - gemeinsam mit Dieter Heun - das fünfbändige Werk Zeitgeschichtliche Hefte der Stadt Burgdorf, deren letzter Teil insbesondere die Geschichte bedeutender Häuser und einzelner Bauwerke Burgdorfs behandelte.
Heinz Neumann starb Anfang März 2020 im Alter von 94 Jahren und wurde auf dem kirchlichen Friedhof an der Uetzer Straße beigesetzt.

## Schriften (Auswahl)
- Heinz Neumann, Reinhard Scheelje: Geschichte der Stadt Burgdorf und ihrer Ortsteile, Burgdorf: Animal Verlag, 1992
- Gert Meinecke, Heinz Neumann: Burgdorf. Hier findet Leben Stadt!, Bildband, 1. Auflage, hrsg. von der Buchhandlung Börges, Burgdorf: Börges, 1998, ISBN 978-3-86134-748-4 und ISBN 3-86134-748-2
- Heinz Neumann, Dieter Heun: Zeitgeschichtliche Hefte der Stadt Burgdorf, 5 Bände inklusive einer CD-ROM (1141 Seiten, Word), 1870 bis 1984, Burgdorf: Selbstverlag der Stadt Burgdorf, 2008
  - Bd. 1: Burgdorf in der Zeit des Kaiserreichs und der Weimarer Republik. 1870 bis 1932
  - Bd. 2: Burgdorf in der Zeit des Nationalsozialismus. 1933 bis 1945
  - Bd. 3: Burgdorf in der Nachkriegszeit und in der Zeit des Wirtschaftswunders. 1945 bis 1965
  - Bd. 4: Burgdorf in der Zeit vor und nach der Gebietsreform. 1966 bis 1984
  - Bd. 5: Burgdorfer Häuser – Burgdorfer Köpfe. Alte Häuser und ihre Geschichte und Erinnerungen an Bürger unserer Stadt
- Burgdorf im Nationalsozialismus 1933 bis 1945. In: Sonderausstellung vom 15. Mai bis 14. August 1994, Stadtmuseum, Schmiedestraße 6, 1994